# Jan Kjærulff
Jan Kjærulff (30 de diciembre de 1943-25 de agosto de 2006) fue un deportista danés que compitió en vela en la clase Soling. Ganó una medalla de oro en el Campeonato Europeo de Soling de 1970.

## Palmarés internacional
| Campeonato Europeo | Campeonato Europeo | Campeonato Europeo | Campeonato Europeo |
| Año                | Lugar              | Medalla            | Clase              |
| ------------------ | ------------------ | ------------------ | ------------------ |
| 1970               | Hankø (Noruega)    | Medalla de oro     | Soling             |